# FitzWalter (Adelsgeschlecht)

Wappen der Familie FitzWalter

Die Familie FitzWalter war eine anglonormannische Adelsfamilie.

## Geschichte
Begründer der Familie war Robert († 1137), ein jüngerer Sohn von Richard de Bienfaite, so dass die Familie eine Seitenlinie der Familie Clare und somit der Rolloniden war.
Unter der Herrschaft von König Heinrich I. hatte Robert die Herrschaft Litte Dunmow in Essex sowie Baynard’s Castle in London erhalten. Durch Heiraten und Zukäufe konnte die Familie im 12. und 13. Jahrhundert ihren Grundbesitz wesentlich erweitern und stieg zu einer der reichsten und mächtigsten Adelsfamilien in Essex auf. Die Hauptsitze der Familie waren Woodham Walter und Henham in Essex. In dem benachbarten Augustinerpriorat Little Dunmow Priory wurden zahlreiche Mitglieder der Familie beigesetzt. Roberts Enkel Robert FitzWalter († 1235) wurde durch seine Heirat mit Gunnora, der Tochter und Erbin von Robert de Valognes, zu einem der reichsten Barone Englands. Er gehörte zu den Führern der Adelsopposition, die 1215 König Johann Ohneland zur Anerkennung der Magna Carta zwang. Roberts Enkel Robert Fitzwalter, wurde 1295 als Baron Fitzwalter in das Parlament berufen. Vom 13. bis zum 15. Jahrhundert nahmen zahlreiche Mitglieder der Familie als Kommandeure an den Kriegen der englischen Könige in Wales, Schottland und Frankreich teil. Der frühzeitige Tod von mehreren Familienoberhäuptern, kostspielige Minderjährigkeitsverwaltungen und zeitweilige Abtretungen von Teilen des Besitzes als Wittum an die Witwen der Familienoberhäupter verhinderten einen weiteren Aufstieg. Dreimal musste ein hohes Lösegeld aufgebracht werden, um in Gefangenschaft geratene Familienoberhäupter auszulösen. 1431 starb Walter Fitzwalter, 7. Baron Fitzwalter während eines Feldzugs in Frankreich, womit die Familie in männlicher Linie ausstarb. Seine Erbin wurde seine einzige überlebende Tochter Elizabeth, die auch den Titel Baron Fitzwalter erbte.